# Кисуца
Кисуца (слч. Kysuca) је река у северној Словачкој која тече дужином од 66 km и код Жилине се улива у Вах, као његова десна притока.

## Ток
Кисуца извире код села Макова, у близини границе са Чешком републиком, испод врха Хричовец на обронцима планине Јаворники. Она прво тече ка северозападу, правећи природни границу између планинских масива Кисуцких Бескида и Јаворникија и протиче кроз Турзовку. У Чадци, река мења се окреће ка југу и протиче између Кисуцке врховине и Јаворникија, протичући кроз Хорелицу, Красно над Кисуцом (у којој се у њу улива њена највећа притока Бистрица) и Кисуцко Ново Место. Река после тога улази у Жилинску котлину и у близини Будатинског замка се улива у Вах, највећу реку Словачке и притоку Дунава.

## Галерија
- Река при малом водостају
- Река при великом водостају